# Los verdugos también mueren
Los verdugos también mueren (Hangmen Also Die!) es una película estadounidense de 1943 dirigida por Fritz Lang a partir de un guion suyo y de Bertolt Brecht.

## Temática
La película cuenta cómo la resistencia checa dio muerte al dirigente nazi Reinhard Heydrich.